# Дюбендаль, Труде
Труде Дюбендаль (норв. Trude Dybendahl; 8 января 1966, Осло — 23 августа 2024) — норвежская лыжница, трёхкратный призёр Олимпийских игр в эстафете (1988, 1992, 1994), чемпионка мира 1991 года на дистанции 5 км, победительница этапов Кубка мира.
В Кубке мира Дюбендаль дебютировала в 1986 году, в январе 1990 года одержала первую победу на этапе Кубка мира. Всего имеет на своём счету 7 побед на этапах Кубка мира. Лучшим достижением Дюбендаль в общем зачёте Кубка мира является 3-е место в сезоне 1989/90.
На Олимпиаде-1988 в Калгари завоевала серебро в эстафетной гонке.
На Олимпиаде-1992 в Альбервиле вновь завоевала серебряную медаль в эстафете, кроме того принимала участие ещё в трёх гонках: 5 км классикой — 21-е место, 30 км коньком — 9-е место, 15 км классикой — 8-е место.
На Олимпиаде-1994 в Лиллехаммере завоевала свою третью серебряную олимпийскую медаль, и вновь в составе эстафеты, так же стала 4-й в гонке на 30 км классикой, 7-й в гонке на 5 км классикой и 6-й в гонке преследования.
На Олимпиаде-1998 в Нагано заняла 6-е место в гонке на 15 км классикой, 8-е место в гонке на 5 км классикой и 11-е место в гонке преследования, кроме того стартовала в гонке на 30 км коньком но не добралась до финиша.
За свою карьеру принимала участие в пяти чемпионатах мира, на которых завоевала одну золотую, две серебряные и три бронзовые медали.
Умерла 23 августа 2024 года в возрасте 58 лет.